# 前1010年代
| 千纪： | 前2千纪 |
| 世纪： | 前12世纪 \| 前11世纪 \| 前10世纪                                                                                     |
| 年代： | 前1040年代 \| 前1030年代 \| 前1020年代 \| 前1010年代 \| 前1000年代 \| 前990年代 \| 前980年代                         |
| 年份： | 前1019年 \| 前1018年 \| 前1017年 \| 前1016年 \| 前1015年 \| 前1014年 \| 前1013年 \| 前1012年 \| 前1011年 \| 前1010年 |

## 重要事件及趋势
- 前1012年，烏加里特在5月9日从下午6:09到6:39点出现日食。
- 大约相当于周成王、周康王时代。

## 重要人物
- 普苏森尼斯一世，古埃及第二十一王朝法老
- 掃羅王，以色列王國国王
- 萨尔玛那萨尔二世、亚述尼拉里四世、亚述拉比二世，亚述国王
- 西姆巴尔·什帕克，巴比伦第五王朝首任国王